# Janine Merz

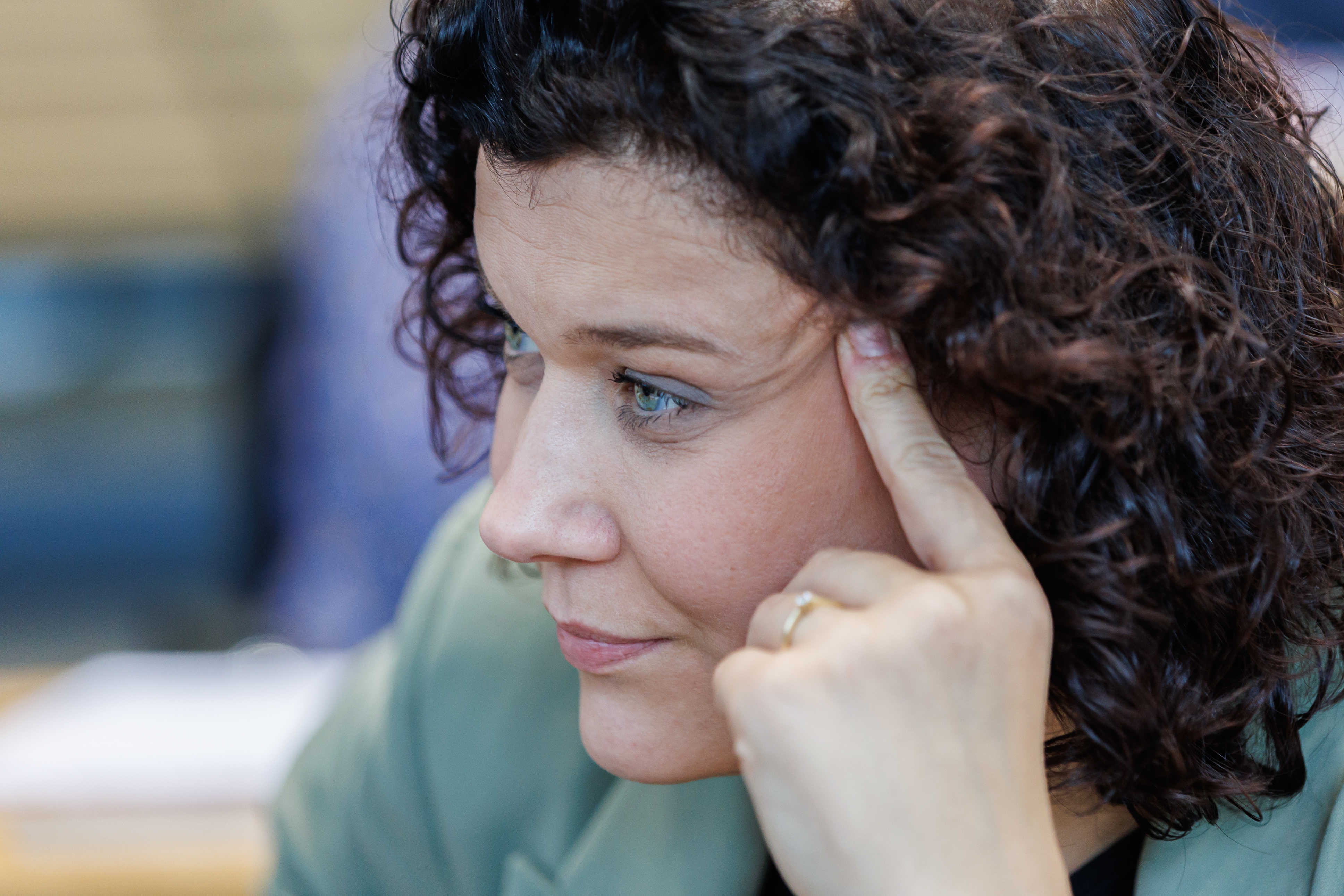
Janine Merz (2024)

Janine Merz (* 1980 in Meiningen) ist eine deutsche Politikerin (SPD). Sie ist seit 2020 Abgeordnete des Thüringer Landtages.

## Leben
Merz wuchs in Walldorf bei Meiningen auf. Nach dem Abitur 1999 am Henfling-Gymnasium Meiningen absolvierte sie eine Ausbildung zur Bankkauffrau, die sie 2002 abschloss. Im Anschluss folgte ein Studium der Betriebswirtschaftslehre mit Schwerpunkt auf Steuerrecht und Wirtschaftsprüfung, das sie 2006 als Diplom-Betriebswirtin (FH) abschloss. Danach war sie bis 2016 als Angestellte in einer Steuerberatungskanzlei tätig. Von August 2016 bis zur Annahme ihres Abgeordnetenmandates Mitte 2020 arbeitete sie bei der Kulturstiftung Meiningen-Eisenach als Referentin für Vertrags- und Antragswesen am Meininger Staatstheater.
Merz trat 2002 in die SPD ein und wurde 2012 zur Vorsitzenden des SPD-Stadtverbandes Meiningen gewählt. Sie begann ihr politisches Engagement auf kommunaler Ebene und wurde 2014 Mitglied des Meininger Stadtrates und Mitglied des Kreistages Schmalkalden-Meiningen. Seit Juli 2019 ist sie 1. ehrenamtliche Beigeordnete des Landkreises Schmalkalden-Meiningen.
Bei der Landtagswahl in Thüringen 2019 trat Merz als Direktkandidatin für die SPD im Wahlkreis 12 (Schmalkalden-Meiningen I) an, verpasste jedoch den Einzug ins Parlament. Am 1. Juni 2020 rückte sie über die Landesliste der SPD für die ausgeschiedene Abgeordnete Heike Taubert in den Thüringer Landtag nach. Bei der Landtagswahl 2024 zog sie erneut über die Landesliste in den Landtag ein. Im Landtag ist sie Mitglied des Haushalts- und Finanzausschusses und kommunalpolitische Sprecherin der SPD-Landtagsfraktion.
Janine Merz ist verheiratet und hat zwei Töchter. Sie lebt mit ihrer Familie in Meiningen.